# 艺术家
藝術家是指進行藝術作品的創造活動的人物，包括照相、攝影、書法、寫作、雕塑、繪畫、美術、音樂、舞蹈及表演等藝術領域，通常是有比较高的成就或擁有獨特的個人風格，從而具備了一定的美學素養程度的人。

## 參看
藝術家列表可能包括下面列表：
- 攝影師列表
- 畫家列表
- 音乐家列表
- 當代藝術家列表
- 現代藝術家列表（英语：List of modern artists）
- 建筑师列表
- 舞蹈家列表（英语：List_of_dancers）
- 陶藝家列表
- 攝影家列表（英语：List of photographers）
- 雕塑家列表
- 书法家列表
- 书画家列表
- 民间艺术家列表
- 导演列表